# Candice Carty-Williams
Œuvres principales
Queenie (2020)
Candice Carty-Williams, née le 21 juillet 1989 à Londres, est une écrivaine et chroniqueuse britannique.

## Biographie
Candice Carty-Williams est née à l'hôpital St Thomas de Westminster. Elle grandit dans le sud de Londres, et déménage à Croydon, Clapham, Streatham, Ladywell et Lewisham. Sa mère est d'origine jamaïcaine et indienne, et son père jamaïcain s’est installé en Grande-Bretagne à l'âge de 16 ans, où il travaille comme chauffeur de taxi. Elle étudie pour obtenir un diplôme en communication et analyse des médias à l'université du Sussex. Elle décide ensuite d'entrer dans l'industrie de l'édition numérique.

## Édition
Candice Carty-Williams réalise des stages dans les maisons d’édition Melville House, 4th Estate et William Collins. En 2014, elle obtient un poste d’assistante marketing à l'imprimerie 4th Estate, puis une promotion au poste de responsable marketing en 2015.
C’est à cette période qu’elle prend conscience de la sous-représentation des auteurs et écrivains de la Black, Asian & other Minority Ethnic (BAME) ou minorités ethniques dans l'édition.
Elle crée le Guardian and 4th Estate BAME Short Story Prize, qui vise à offrir une assistance pour la représentation des éditeurs ou des agents littéraires issues des minorités ethniques. En septembre 2016, elle rejoint Vintage, où elle travaille comme cadre supérieure en marketing. Elle est également l’une des mentor dans le cadre du programme "Write Now" de Penguin Books, pour finalement quitter le groupe en mai 2019.

## Publications

### Presse
En tant qu’auteure, elle collabore pour la presse écrite pour des titres tels que The Guardian, i-D, Vogue, The Sunday Times, BEAT Magazine et Black Ballad. Le 7 janvier 2020, elle est nommée nouvelle chroniqueuse hebdomadaire de The Guardian,.

### Littérature
En 2017, le premier roman de Candice Carty-Williams, Queenie, fait l'objet d'une vente aux enchères entre quatre éditeurs, avant d’être acquis par la maison d’édition Orion. Le roman publié en 2019, raconte la vie et des amours de Queenie Jenkins, une Britannique jamaïcaine de vingt-cinq ans. Le personnage de Queenie Jenkins est parfois comparé au premier abord à une Bridget Jones noire. L’auteure n’a pas souhaité écrire un roman autobiographique mais s’est inspirée de thèmes propres à sa vie personnelle et à celle de ses amis. Elle se défend d’avoir rédiger une histoire romanesque mais politique, qui dénonce également le racisme quotidien envers les minorités ethniques au Royaume-Uni,.
En 2019, Candice Carty-Williams contribue à l'anthologie New Daughters of Africa, éditée par Margaret Busby. En 2020, elle participe à Dear NHS, édité par Adam Kay. Cette anthologie relate les histoires personnelles de personnes célèbres sur la façon dont elles ont été aidées par le National Health Service (NHS).
Lors des British Book Awards en juin 2020, Carty-Williams devient la première femme noire à recevoir le prix du "Livre de l'année" pour son roman Queenie,,.

## Distinctions
- 2020 : British Book Awards pour Queenie

### Romans
- Queenie, Trapeze, 368p, 2020,  (ISBN 978-1409180074)
- Notting Hill Carnival : A West Side Story, Trapeze, 112p, 2020,  (ISBN 978-1409196181)
- Queenie, traduction française, Calmann-Lévy, 368p, 2021,  (ISBN 978-2702169100)
- People Person, Trapeze, 320p, 2022,  (ISBN 978-1409180111)

### Œuvres collectives
- The Gifts of Reading de Robert Macfarlane, William Boyd, Candice Carty-Williams, Chigozie Obioma, Philip Pullman, Imtiaz Dharker, Roddy Doyle, Pico Iyer, Andy Miller, Jackie Morris, Jan Morris, Sisonke Msimang, Dina Nayeri, Michael Ondaatje, David Pilling, Max Porter, Alice Pung, Jancis Robinson, S.F. Said, Madeleine Thien, Salley Vickers, John Wood et Markus Zusak, W&N, 352p, septembre 2020,  (ISBN 978-1474615679)
- New Daughters of Africa: An International Anthology of Writing by Women of African Descent, sous la direction Margaret Busby, Myriad Editions , 976p, 2020,  (ISBN 978-1912408740)
- Dear NHS: 100 Stories to Say Thank You par Adam Kay, Trapeze, 416p, 2020,  (ISBN 978-1398701182)